# Burg Mohrenstetten

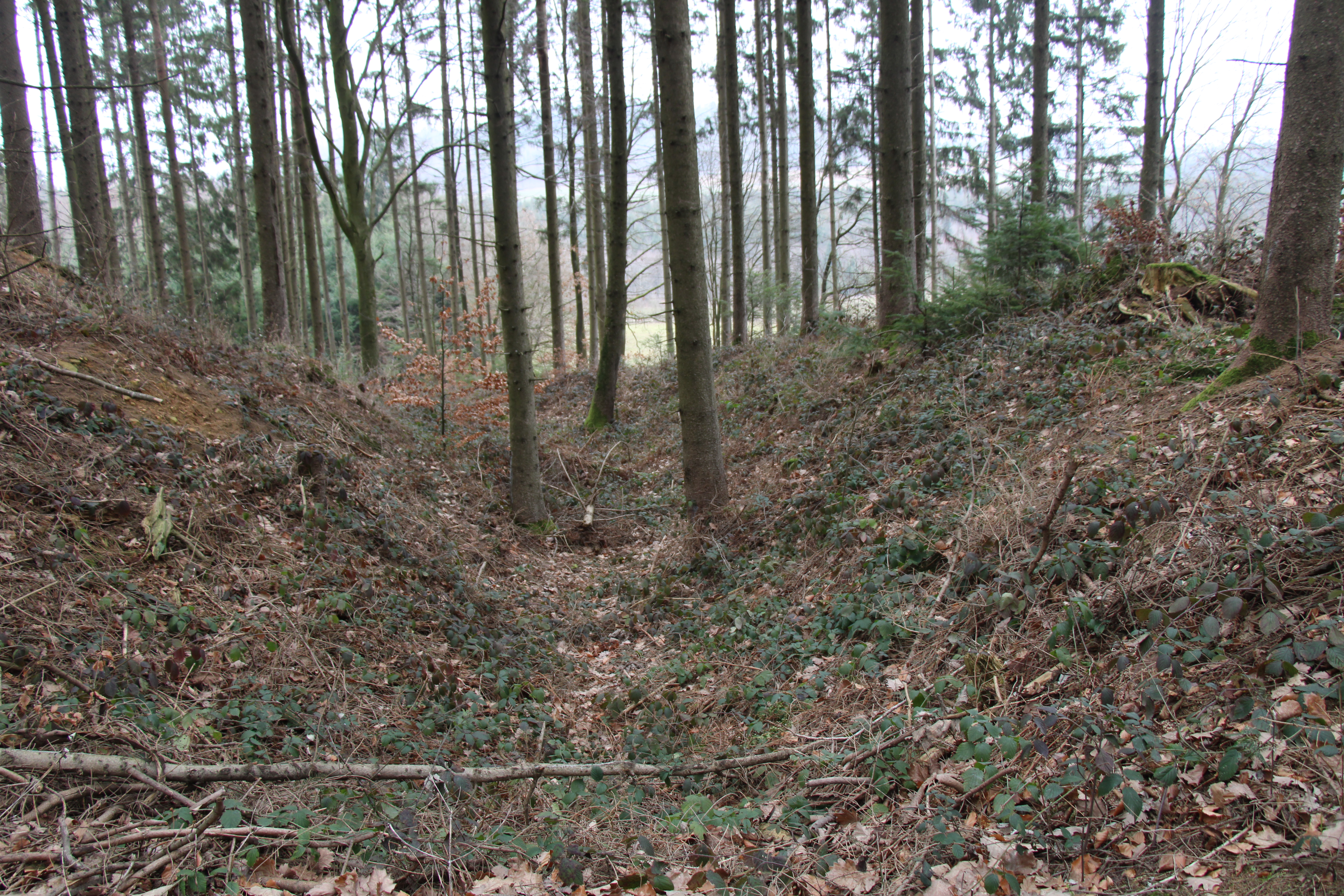
Burg Mohrenstetten, Graben bei Vorburg, Richtung Nordosten, 2023

Die Burg Mohrenstetten ist eine abgegangene Höhenburg auf einem Bergrücken nordwestlich von Mohrenstetten, einem Weiler der Stadt Lauchheim im Ostalbkreis in Baden-Württemberg.

## Geschichte
Im Jahre 1240 wird ein Herr Volkard (Dominus Volcardus de Murestan) erwähnt. Es ist jedoch nicht gesichert, ob dieser Ritter zur Burg Mohrenstetten oder zur Burg Morstein gehört. Von der ehemaligen Burg sind noch Wall- und Grabenreste erhalten. Der etwa 25 bis 35 Meter große Burgstall hat eine Höhe von 5 bis 6 Meter. 